# Ruben Gunawan
Ruben Gunawan (ur. 17 kwietnia 1968 w Dżakarcie, zm. 28 sierpnia 2005 w Manado) – indonezyjski szachista, arcymistrz od 1999 roku.

## Kariera szachowa
W roku 1983 zdobył w Kuala Lumpur tytuł mistrza Azji juniorów do lat 20. W 1984 i 1985 reprezentował swój kraj w mistrzostwach świata juniorów w tej samej kategorii wiekowej, za drugim razem dzieląc IV–IX miejsce (wspólnie z m.in. Viswanathanem Anandem, Wasilijem Iwanczukiem). W 1996 roku zajął III miejsce (za Jörgiem Hicklem i Ututem Adianto, a przed Władysławem Tkaczewem i Julianem Hodgsonem) w kołowym turnieju w Dżakarcie. W latach 2000 i 2004 wystąpił na szachowych olimpiadach.
Pod koniec życia chorował na serce (w roku 2004 podczas olimpiady w Calvii miał atak serca). Zmarł w 2005 r. w wyniku zapalenia płuc.
Najwyższy ranking w karierze osiągnął 1 stycznia 1999 r., z wynikiem 2507 punktów zajmował wówczas 2. miejsce (za Ututem Adianto) wśród indonezyjskich szachistów.

## Życie prywatne
Brat Rubena Gunawana, Ronny, jest również znanym szachistą, mistrzem międzynarodowym oraz trzykrotnym reprezentantem Indonezji na szachowych olimpiadach.